# Michał Pleskowicz
Michał Piotr Pleskowicz (ur. 28 czerwca 1995 w Kętrzynie) – polski speedcuber, mistrz świata z 2011 r. z Bangkoku w układaniu kostki Rubika na czas. Na VI Mistrzostwach Świata w Tajlandii pokonał prawie 300 konkurentów, osiągając średni czas z pięciu prób 8,65 sekundy.
Na początku 2011 r. na mistrzostwach Europy w speedcubingu rozgrywanych w Budapeszcie zdobył dwa złote i jeden brązowy medal. 
W lipcu 2013 r. na mistrzostwach świata w Las Vegas zdobył dwa srebrne medale: w kostce 3x3x3 jedną ręką i kostce 2x2x2.

## Rekordy

### Rekordy Europy
| Konkurencja                                   | Wynik  | Zawody                                            |
| Kostka 3x3x3 jedną ręką - pojedyncze ułożenie | 8,48 s | Mistrzostwa Świata w układaniu Kostki Rubika 2015 |

### Rekordy Polski
| Konkurencja                                   | Wynik  | Zawody                                            |
| Kostka 3x3x3 - pojedyncze ułożenie            | 5,81 s | Mistrzostwa Świata w układaniu Kostki Rubika 2015 |
| Kostka 3x3x3 jedną ręką - pojedyncze ułożenie | 8,48 s | Mistrzostwa Świata w układaniu Kostki Rubika 2015 |
| Kostka 3x3x3 - średnia                        | 7,13 s | Nancy Open 2015                                   |